# Dmitrij Ivanovič Pisarev
Dmitrij Ivanovič Pisarev in russo Дмитрий Иванович Писарев? (Znamenskoe, 14 ottobre 1840 – Golfo di Riga, 16 luglio 1868) è stato un saggista e giornalista russo.

## Biografia
Studiò nel Terzo Ginnasio di Pietroburgo, nella cui Università si laureò in storia e filologia nel 1861, entrando nella redazione della rivista «Russkoe slovo» (La parola russa). Un articolo con il quale chiedeva la fine della dinastia dei Romanov e il cambiamento del sistema politico e sociale in Russia gli costò l'arresto nel luglio del 1862 e il carcere nella fortezza Pietro e Paolo, dove scrisse la maggior parte dei suoi saggi.
Liberato il 30 novembre 1866, cercò invano di ottenere il passaporto per emigrare nell'Europa occidentale, e il 16 luglio 1868 il suo corpo fu trovato nel Baltico, al largo di Riga, forse suicida. I suoi funerali furono l'occasione di una manifestazione che provocò arresti e condanne.
Teorico del nihilismo, nella sua vita si interessò soprattutto alla liberazione della personalità dalla soggezione morale e politica, intravedendo la soluzione nella divulgazione della scienza a tutti i livelli della società, partendo dai più bassi. Scrisse diversi saggi sugli scrittori dell'Ottocento, in particolare su Puškin - la cui importanza cercò di sminuire - Turgenev e Gončarov.
Nello studio La distruzione dell'estetica, del 1865, mise in evidenza il problema contemporaneo della concezione utilitaristica dell'arte: questa è utile solo nella misura in cui contribuisce a formare una mentalità scientifica.

## Opere
- La distruzione dell'estetica, 1865